# La Liga 2008-2009
La Liga 2008-2009 a fost al 78-lea sezon al campionatului spaniol, de la înființarea sa. Real Madrid a jucat în postura de campioană, ea fiind câștigătoarea ediției anterioare. Competiția a început pe 30 august 2008 și s-a terminat în 31 mai 2009. Un total de 20 de echipe au participat, 17 participând deja în sezonul 2007–08, și trei promovate din Segunda División. S-a adoptat și o minge nouă - Nike T90 Omni - fiind mingea oficială pentru toate meciurile.
Pe 16 mai 2009, după victoria lui Villarreal cu 3–2 împotriva lui Real Madrid, Barcelona a fost declarată campioană, pentru ei fiind al 19-lea titlu, cu trei meciuri rămase.

## Promovare și retrogradare
Echipe promovate din Segunda División 2007-2008
- CD Numancia
- Málaga CF
- Sporting de Gijón

Echipe retrogradate în Segunda División 2008-2009
- Real Zaragoza
- Real Murcia
- Levante UD

## Inpentrumații despre echipe

### Stadionuri și locații
| Echipă           | Stadion                       | Capacitate |
| ---------------- | ----------------------------- | ---------- |
| Almería          | Estadio del Mediterráneo      | 22,000     |
| Athletic Bilbao  | San Mamés                     | 39,750     |
| Atlético Madrid  | Vicente Calderón              | 54,851     |
| Barcelona        | Camp Nou                      | 98,772     |
| Betis            | Manuel Ruiz de Lopera         | 52,132     |
| Deportivo        | Riazor                        | 34,600     |
| Espanyol         | Estadi Olímpic Lluís Companys | 55,926     |
| Getafe           | Coliseum Alfonso Pérez        | 16,300     |
| Málaga           | La Rosaleda                   | 35,530     |
| Mallorca         | ONO Estadi                    | 23,142     |
| Numancia         | Los Pajaritos                 | 9,700      |
| Osasuna          | Estadio Reyno de Navarra      | 19,553     |
| Racing Santander | El Sardinero                  | 22,400     |
| Real Madrid      | Santiago Bernabéu             | 80,354     |
| Recreativo       | Nuevo Colombino               | 21,600     |
| Sevilla          | Ramón Sánchez Pizjuán         | 45,500     |
| Sporting         | El Molinón                    | 25,885     |
| Valencia         | Mestalla                      | 55,000     |
| Valladolid       | Estadio José Zorrilla         | 26,512     |
| Villarreal       | El Madrigal                   | 23,000     |

### Personal și sponsori
| Echipă           | Patron                 | Antrenor              | Echipament                | Sponsor                            |
| ---------------- | ---------------------- | --------------------- | ------------------------- | ---------------------------------- |
| Almería          | Alfonso García         | Hugo Sánchez          | UDA                       | Corredor de Vida IsladelFraile.com |
| Athletic Bilbao  | Fernando García        | Joaquín Caparrós      | 100% Athletic             | Petronor                           |
| Atlético Madrid  | Enrique Cerezo         | Abel Resino           | Nike                      | Kia                                |
| Barcelona        | Joan Laporta           | Pep Guardiola         | Nike                      | UNICEF (*)                         |
| Betis            | Pepe León              | José María Nogués     | Kappa                     | Andalucía                          |
| Deportivo        | Augusto Lendoiro       | Miguel Ángel Lotina   | Canterbury of New Zealand | Estrella Galicia                   |
| Espanyol         | Daniel Sánchez Llibre  | Mauricio Pochettino   | uhlsport                  | Interapuestas.com                  |
| Getafe           | Ángel Torres Sánchez   | Míchel                | Joma                      | Galco                              |
| Málaga           | Fernando Sanz          | Antonio Tapia         | Umbro                     | Málaga                             |
| Mallorca         | Mateu Alemany          | Gregorio Manzano      | Reial                     | Illes Balears Viajes Iberia        |
| Numancia         | Francisco Rubio Garcés | Juan José Rojo Martín | Errea                     | Caja Duero                         |
| Osasuna          | Patxi Izco             | José Antonio Camacho  | Diadora                   | Yingli Solar                       |
| Racing Santander | Francisco Pernía       | López Muñiz           | Joma                      |                                    |
| Real Madrid      | Vicente Boluda         | Juande Ramos          | Adidas                    | bwin.com                           |
| Recreativo       | Francisco Mendoza      | Lucas Alcaraz         | Cejudo                    | Cajasol                            |
| Sevilla          | José María del Nido    | Manolo Jiménez        | Joma                      | 888.com                            |
| Sporting         | Manuel Vega-Arango     | Manolo Preciado       | Astore                    | Gijón Asturias                     |
| Valencia         | Vicente Soriano        | Unai Emery            | Nike                      | Valencia Experience Unibet         |
| Valladolid       | Carlos Suárez Sureda   | José Luis Mendilibar  | Puma                      | Caja Duero                         |
| Villarreal       | Fernando Roig Alfonso  | Manuel Pellegrini     | Puma                      | Aeroport Castelló                  |

(*) FC Barcelona have no shirt sponsors, instead choosing to sport the logo of humanitarian organisation, UNICEF. Barcelona donates five million euros every year to the organisation and wears the organisation's logo on its jersey.

### Schimbări antrenor
| Echipă          | Antrenor           | Manner of departure | Data              | Înlocuit cu           | Date of appointment | Poziția în clasament |
| --------------- | ------------------ | ------------------- | ----------------- | --------------------- | ------------------- | -------------------- |
| Recreativo      | Manolo Zambrano    | demis               | 7 octombrie 2008  | Lucas Alcaraz         | 7 octombrie 2008    | 18th                 |
| Osasuna         | José Ángel Ziganda | demis               | 13 octombrie 2008 | José Antonio Camacho  | 13 octombrie 2008   | 16th                 |
| Espanyol        | Tintín Márquez     | demis               | 30 noiembrie 2008 | José Manuel Esnal     | 1 decembrie 2008    | 17th                 |
| Real Madrid     | Bernd Schuster     | demis               | 9 decembrie 2008  | Juande Ramos          | 9 decembrie 2008    | 5th                  |
| Almería         | Gonzalo Arconada   | demis               | 21 decembrie 2008 | Hugo Sánchez          | 22 decembrie 2008   | 16th                 |
| Espanyol        | José Manuel Esnal  | demis               | 20 ianuarie 2009  | Mauricio Pochettino   | 20 ianuarie 2009    | 18th                 |
| Atlético Madrid | Javier Aguirre     | demis               | 2 February 2009   | Abel Resino           | 2 February 2009     | 7th                  |
| Numancia        | Sergije Krešić     | demis               | 17 February 2009  | Juan José Rojo Martín | 17 February 2009    | 19th                 |
| Betis           | Paco Chaparro      | demis               | 6 April 2009      | José María Nogués     | 6 April 2009        | 16th                 |
| Getafe          | Víctor Muñoz       | demis               | 27 April 2009     | Míchel                | 27 April 2009       | 17th                 |

## Clasament
| Poz | Echipa            | MJ | V  | E  | Î  | GM  | GP | G   | Pct | Promovare sau retrogradare                                 | Rezultat direct                                               |
| --- | ----------------- | -- | -- | -- | -- | --- | -- | --- | --- | ---------------------------------------------------------- | ------------------------------------------------------------- |
| 1   | FC Barcelona (C)  | 38 | 27 | 6  | 5  | 105 | 35 | +70 | 87  | Liga Campionilor UEFA 2009-10 Faza grupelor                |                                                               |
| 2   | Real Madrid       | 38 | 25 | 3  | 10 | 83  | 52 | +31 | 78  | Liga Campionilor UEFA 2009-10 Faza grupelor                |                                                               |
| 3   | Sevilla           | 38 | 21 | 7  | 10 | 54  | 39 | +15 | 70  | Liga Campionilor UEFA 2009-10 Faza grupelor                |                                                               |
| 4   | Atletico Madrid   | 38 | 20 | 7  | 11 | 80  | 57 | +23 | 67  | Liga Campionilor UEFA 2009-2010 Runda playoff              |                                                               |
| 5   | Villareal         | 38 | 18 | 11 | 9  | 61  | 54 | +7  | 65  | Liga Europa UEFA 2009–10 Runda playoff                     |                                                               |
| 6   | Valencia          | 38 | 18 | 8  | 12 | 68  | 54 | +14 | 62  | Liga Europa UEFA 2009–10 Runda playoff                     |                                                               |
| 7   | Deportivo         | 38 | 16 | 10 | 12 | 48  | 47 | +1  | 58  |                                                            |                                                               |
| 8   | Málaga            | 38 | 15 | 10 | 13 | 55  | 59 | −4  | 55  |                                                            |                                                               |
| 9   | Mallorca          | 38 | 14 | 9  | 15 | 53  | 60 | −7  | 51  |                                                            |                                                               |
| 10  | Espanyol          | 38 | 12 | 11 | 15 | 46  | 49 | −3  | 47  |                                                            |                                                               |
| 11  | Almeria           | 38 | 13 | 7  | 18 | 45  | 61 | −16 |     | ALM 1–1 RAC RAC 0–2 ALM                                    |                                                               |
| 12  | Racing Santander  | 38 | 12 | 10 | 16 | 49  | 48 | +1  | 46  | ALM 1–1 RAC RAC 0–2 ALM                                    |                                                               |
| 13  | Athletic Bilbao   | 38 | 12 | 8  | 18 | 47  | 62 | −15 | 44  | UEFA Europa League 2009-2010 Runda a III-a de calificare 1 |                                                               |
| 14  | Sporting de Gijon | 38 | 14 | 1  | 23 | 47  | 79 | −32 | 43  |                                                            | SPG: 12 pts OSA: 2 pts > OSA 3-3 VLD VLD: 2 pts > VLD 0-0 OSA |
| 15  | Osasuna           | 38 | 10 | 13 | 15 | 41  | 47 | −6  | 43  |                                                            | SPG: 12 pts OSA: 2 pts > OSA 3-3 VLD VLD: 2 pts > VLD 0-0 OSA |
| 16  | Valladolid        | 38 | 12 | 7  | 19 | 46  | 58 | −12 | 43  |                                                            | SPG: 12 pts OSA: 2 pts > OSA 3-3 VLD VLD: 2 pts > VLD 0-0 OSA |
| 17  | Getafe            | 38 | 10 | 12 | 16 | 50  | 56 | −6  |     | GET 0–0 BET BET 2–2 GET                                    |                                                               |
| 18  | Betis Sevilla (R) | 38 | 10 | 12 | 16 | 51  | 58 | −7  | 42  | GET 0–0 BET BET 2–2 GET                                    | Retrogradare în Format:Fb competiție 2009–10 Segunda División |
| 19  | Numancia (R)      | 38 | 10 | 5  | 23 | 38  | 69 | −31 | 35  |                                                            | Retrogradare în Format:Fb competiție 2009–10 Segunda División |
| 20  | Recreativo (R)    | 38 | 8  | 9  | 21 | 34  | 57 | −23 | 33  |                                                            | Retrogradare în Format:Fb competiție 2009–10 Segunda División |

Sursa: LFP and Yahoo! Sport
Reguli de clasare: 
1) puncte; 2) puncte în meciurile directe; 3) diferența de goluri în meciurile directe; 4) goluri marcate în meciurile directe; 5) diferența de goluri; 6) goluri marcate.
1Since Barcelona, winners of Copa del Rey 2008–09, already qualified pentru the 2009–10 UEFA Champions League, losing cup finalists Athletic Bilbao earned a spot in the third qualifying round of the 2009–10 UEFA Europa League.
POZ = Poziția în clasament; (C) = Campioană; (R) = Retrogradată; (P) = Promovată; (E) = Eliminată; (O) = Câștigătoare de play-off; (A) = Avansează în runda următoare. 
Aplicabil doar când sezonul nu este terminat: 
(Q) = Calificare în faza competiției indicată; (TQ) = Calificare în competiție, dar încă nu în faza indicată; (RQ) = Calificată în competiția de retrogradare indicată; (DQ) = Descalificată din competiție.

Head-to-Head: rezultatele în meciurile directe sunt folosite pentru a departaja echipele.

| La Liga 2008–09 Câștigători  |
| ---------------------------- |
| FC Barcelona Al 19-lea titlu |

### Poziții pe etape
| Club \ Etapa      | ‎‎1  | 2  | 3  | 4  | 5  | 6  | 7  | 8  | 9  | 10 | 11 | 12 | 13 | 14 | 15 | 16 | 17 | 18 | 19 | 20 | 21 | 22 | 23 | 24 | 25 | 26 | 27 | 28 | 29 | 30 | 31 | 32 | 33 | 34 | 35 | 36 | 37 | 38 |
| ----------------- | -- | -- | -- | -- | -- | -- | -- | -- | -- | -- | -- | -- | -- | -- | -- | -- | -- | -- | -- | -- | -- | -- | -- | -- | -- | -- | -- | -- | -- | -- | -- | -- | -- | -- | -- | -- | -- | -- |
| FC Barcelona      | 15 | 15 | 9  | 6  | 5  | 4  | 4  | 2  | 1  | 1  | 1  | 1  | 1  | 1  | 1  | 1  | 1  | 1  | 1  | 1  | 1  | 1  | 1  | 1  | 1  | 1  | 1  | 1  | 1  | 1  | 1  | 1  | 1  | 1  | 1  | 1  | 1  | 1  |
| Real Madrid       | 13 | 8  | 6  | 3  | 3  | 5  | 5  | 3  | 3  | 4  | 4  | 2  | 4  | 5  | 6  | 5  | 3  | 2  | 2  | 2  | 2  | 2  | 2  | 2  | 2  | 2  | 2  | 2  | 2  | 2  | 2  | 2  | 2  | 2  | 2  | 2  | 2  | 2  |
| Sevilla           | 10 | 4  | 7  | 5  | 4  | 3  | 2  | 5  | 5  | 5  | 5  | 5  | 5  | 4  | 3  | 2  | 4  | 3  | 3  | 3  | 3  | 3  | 3  | 3  | 3  | 3  | 3  | 3  | 3  | 3  | 3  | 3  | 3  | 3  | 3  | 3  | 3  | 3  |
| Atletico Madrid   | 1  | 7  | 5  | 4  | 7  | 7  | 8  | 10 | 6  | 7  | 6  | 6  | 6  | 6  | 5  | 3  | 5  | 5  | 6  | 6  | 7  | 6  | 6  | 7  | 5  | 7  | 5  | 5  | 6  | 6  | 5  | 7  | 6  | 5  | 5  | 4  | 4  | 4  |
| Villareal         | 9  | 6  | 3  | 2  | 2  | 2  | 3  | 4  | 2  | 2  | 2  | 3  | 2  | 2  | 4  | 6  | 7  | 6  | 5  | 5  | 5  | 5  | 5  | 4  | 4  | 4  | 4  | 4  | 4  | 5  | 6  | 5  | 5  | 6  | 7  | 6  | 5  | 5  |
| Valencia          | 2  | 2  | 1  | 1  | 1  | 1  | 1  | 1  | 4  | 3  | 3  | 4  | 3  | 3  | 2  | 4  | 2  | 4  | 4  | 4  | 4  | 4  | 4  | 5  | 6  | 8  | 8  | 6  | 5  | 4  | 4  | 4  | 4  | 4  | 4  | 5  | 6  | 6  |
| Deportivo         | 4  | 10 | 11 | 12 | 13 | 10 | 11 | 12 | 9  | 6  | 7  | 7  | 7  | 7  | 7  | 7  | 6  | 7  | 8  | 8  | 6  | 8  | 8  | 8  | 8  | 6  | 7  | 7  | 8  | 8  | 8  | 8  | 8  | 7  | 6  | 7  | 7  | 7  |
| Málaga            | 20 | 19 | 19 | 19 | 17 | 12 | 7  | 6  | 8  | 9  | 11 | 11 | 9  | 11 | 10 | 9  | 8  | 8  | 7  | 7  | 8  | 7  | 7  | 6  | 7  | 5  | 6  | 8  | 7  | 7  | 7  | 6  | 7  | 8  | 8  | 8  | 8  | 8  |
| Mallorca          | 19 | 18 | 18 | 13 | 9  | 11 | 12 | 8  | 13 | 11 | 15 | 15 | 15 | 17 | 18 | 17 | 19 | 19 | 19 | 18 | 20 | 20 | 18 | 18 | 16 | 17 | 16 | 12 | 15 | 12 | 12 | 10 | 9  | 9  | 10 | 9  | 9  | 9  |
| Espanyol          | 6  | 1  | 4  | 8  | 10 | 9  | 10 | 11 | 10 | 12 | 16 | 16 | 17 | 18 | 17 | 18 | 18 | 18 | 18 | 19 | 19 | 19 | 20 | 19 | 19 | 20 | 20 | 20 | 20 | 20 | 19 | 18 | 16 | 14 | 14 | 14 | 12 | 10 |
| Almeria           | 3  | 3  | 2  | 7  | 6  | 6  | 6  | 9  | 11 | 13 | 8  | 12 | 14 | 14 | 15 | 16 | 14 | 14 | 15 | 13 | 14 | 15 | 13 | 13 | 10 | 10 | 12 | 13 | 11 | 16 | 11 | 14 | 11 | 10 | 9  | 10 | 10 | 11 |
| Racing Santander  | 11 | 14 | 17 | 18 | 19 | 14 | 14 | 17 | 15 | 10 | 14 | 10 | 13 | 13 | 13 | 14 | 11 | 12 | 10 | 9  | 10 | 11 | 11 | 11 | 12 | 12 | 10 | 10 | 10 | 10 | 13 | 11 | 13 | 13 | 13 | 12 | 11 | 12 |
| Athletic Bilbao   | 18 | 17 | 10 | 10 | 12 | 15 | 17 | 19 | 19 | 19 | 18 | 18 | 16 | 16 | 14 | 12 | 13 | 11 | 9  | 10 | 9  | 10 | 9  | 9  | 11 | 11 | 13 | 15 | 12 | 15 | 16 | 13 | 11 | 11 | 11 | 11 | 13 | 13 |
| Sporting de Gijon | 14 | 20 | 20 | 20 | 20 | 19 | 15 | 13 | 12 | 14 | 9  | 13 | 10 | 12 | 12 | 11 | 12 | 9  | 11 | 14 | 12 | 12 | 14 | 14 | 17 | 13 | 11 | 11 | 13 | 17 | 17 | 17 | 18 | 18 | 18 | 17 | 17 | 14 |
| Osasuna           | 12 | 13 | 15 | 15 | 14 | 16 | 19 | 20 | 20 | 20 | 20 | 19 | 19 | 20 | 20 | 20 | 20 | 20 | 20 | 20 | 18 | 17 | 17 | 17 | 18 | 18 | 18 | 18 | 14 | 11 | 14 | 15 | 15 | 16 | 17 | 18 | 18 | 15 |
| Valladolid        | 17 | 11 | 13 | 9  | 11 | 13 | 13 | 15 | 14 | 16 | 13 | 9  | 8  | 8  | 8  | 8  | 9  | 10 | 12 | 12 | 11 | 9  | 10 | 10 | 9  | 9  | 9  | 9  | 9  | 9  | 9  | 9  | 10 | 12 | 12 | 13 | 14 | 16 |
| Getafe            | 5  | 5  | 8  | 11 | 8  | 8  | 9  | 7  | 7  | 8  | 12 | 14 | 12 | 10 | 9  | 10 | 10 | 13 | 14 | 11 | 13 | 13 | 12 | 12 | 14 | 15 | 17 | 14 | 17 | 14 | 15 | 16 | 17 | 17 | 15 | 16 | 15 | 17 |
| Betis Sevilla     | 16 | 16 | 16 | 17 | 18 | 20 | 16 | 14 | 16 | 15 | 10 | 8  | 11 | 9  | 11 | 13 | 15 | 16 | 13 | 16 | 16 | 14 | 15 | 16 | 15 | 16 | 15 | 17 | 16 | 13 | 10 | 12 | 14 | 15 | 16 | 15 | 16 | 18 |
| Numancia          | 8  | 9  | 12 | 16 | 15 | 17 | 20 | 16 | 17 | 18 | 17 | 17 | 18 | 15 | 16 | 15 | 16 | 15 | 17 | 17 | 17 | 18 | 19 | 20 | 20 | 19 | 19 | 19 | 19 | 19 | 20 | 20 | 20 | 20 | 20 | 19 | 19 | 19 |
| Recreativo        | 7  | 12 | 14 | 14 | 16 | 18 | 18 | 18 | 18 | 17 | 19 | 20 | 20 | 19 | 19 | 19 | 17 | 17 | 16 | 15 | 15 | 16 | 16 | 15 | 13 | 14 | 14 | 16 | 18 | 18 | 18 | 19 | 19 | 19 | 19 | 20 | 20 | 20 |

Sursa: kicker.de de

## Rezultate
| Acasă \ Deplasare[1] | Almería | Athletic Bilbao | Atlético Madrid | Barcelona | Betis | Deportivo | Espanyol | Getafe | Málaga | Mallorca | Numancia | Osasuna | Racing | Real Madrid | Recreativo | Sevilla | Sporting de Gijón | Valencia | Valladolid | Villarreal |
| Almeria              |         | 2–1             | 1–1             | 0–2       | 1–0   | 0–1       | 0–3      | 2–1    | 1–0    | 2–1      | 2–1      | 2–1     | 1–1    | 1–1         | 1–0        | 0–1     | 3–1               | 2–2      | 3–2        | 3–0        |
| Athletic Bilbao      | 1–3     |                 | 1–4             | 0–1       | 1–0   | 0–1       | 1–1      | 0–1    | 3–2    | 2–1      | 2–0      | 2–0     | 2–1    | 2–5         | 1–1        | 1–2     | 3–0               | 3–2      | 2–0        | 1–4        |
| Atletico Madrid      | 3–0     | 2–3             |                 | 4–3       | 2–0   | 4–1       | 3–2      | 1–1    | 4–0    | 2–0      | 3–0      | 2–4     | 4–1    | 1–2         | 4–0        | 0–1     | 3–1               | 1–0      | 1–2        | 3–2        |
| FC Barcelona         | 5–0     | 2–0             | 6–1             |           | 3–2   | 5–0       | 1–2      | 1–1    | 6–0    | 3–1      | 4–1      | 0–1     | 1–1    | 2–0         | 2–0        | 4–0     | 3–1               | 4–0      | 6–0        | 3–3        |
| Betis Sevilla        | 2–0     | 0–1             | 0–2             | 2–2       |       | 0–3       | 1–1      | 2–2    | 1–2    | 3–0      | 3–3      | 0–0     | 3–1    | 1–2         | 0–1        | 0–0     | 2–0               | 1–2      | 1–1        | 2–2        |
| Deportivo            | 2–0     | 3–1             | 1–2             | 1–1       | 1–1   |           | 1–0      | 1–1    | 2–0    | 0–0      | 1–0      | 0–0     | 5–3    | 2–1         | 4–1        | 1–3     | 0–3               | 1–1      | 1–0        | 3–0        |
| Espanyol             | 2–2     | 1–0             | 2–3             | 1–2       | 2–0   | 3–1       |          | 1–1    | 3–0    | 3–3      | 3–4      | 1–0     | 1–0    | 0–2         | 1–1        | 0–2     | 0–1               | 3–0      | 1–0        | 0–0        |
| Getafe               | 2–2     | 1–1             | 1–2             | 0–1       | 0–0   | 1–2       | 1–1      |        | 1–2    | 4–1      | 1–0      | 3–0     | 0–1    | 3–1         | 2–1        | 0–2     | 5–1               | 0–3      | 1–0        | 1–2        |
| Málaga               | 3–2     | 0–0             | 1–1             | 1–4       | 1–1   | 1–1       | 4–0      | 2–1    |        | 1–1      | 2–0      | 4–2     | 1–0    | 0–1         | 0–2        | 2–2     | 1–0               | 0–2      | 2–1        | 2–2        |
| Mallorca             | 2–0     | 3–3             | 2–0             | 2–1       | 3–3   | 1–1       | 3–0      | 2–1    | 2–2    |          | 2–0      | 1–1     | 1–0    | 0–3         | 2–3        | 0–0     | 0–2               | 3–1      | 2–0        | 2–3        |
| Numancia             | 2–1     | 1–2             | 1–1             | 1–0       | 2–4   | 0–1       | 0–0      | 2–0    | 2–0    | 0–1      |          | 0–0     | 2–1    | 0–2         | 1–0        | 0–2     | 2–1               | 2–1      | 4–3        | 1–2        |
| Osasuna              | 3–1     | 2–1             | 0–0             | 2–3       | 0–2   | 0–0       | 1–0      | 5–2    | 2–3    | 1–0      | 2–0      |         | 0–1    | 2–1         | 1–2        | 0–0     | 1–2               | 1–0      | 3–3        | 1–1        |
| Racing Santander     | 0–2     | 1–1             | 5–1             | 1–2       | 2–3   | 0–0       | 3–0      | 1–1    | 1–1    | 1–2      | 5–0      | 1–1     |        | 0–2         | 1–1        | 1–1     | 1–0               | 0–1      | 3–2        | 1–1        |
| Real Madrid          | 3–0     | 3–2             | 1–1             | 2–6       | 6–1   | 1–0       | 2–2      | 3–2    | 4–3    | 1–3      | 4–3      | 3–1     | 1–0    |             | 1–0        | 3–4     | 7–1               | 1–0      | 2–0        | 1–0        |
| Recreativo           | 1–1     | 1–1             | 0–3             | 0–2       | 1–0   | 1–2       | 0–1      | 1–1    | 0–4    | 2–4      | 3–1      | 1–0     | 0–1    | 0–1         |            | 0–1     | 2–0               | 1–1      | 2–3        | 1–2        |
| Sevilla              | 2–1     | 4–0             | 1–0             | 0–3       | 1–2   | 1–0       | 2–0      | 0–1    | 0–1    | 3–1      | 1–0      | 1–1     | 0–2    | 2–4         | 1–0        |         | 4–3               | 0–0      | 4–1        | 1–0        |
| Sporting de Gijon    | 1–0     | 1–1             | 2–5             | 1–6       | 1–2   | 3–2       | 0–3      | 1–2    | 2–1    | 0–1      | 3–1      | 2–1     | 0–2    | 0–4         | 2–1        | 1–0     |                   | 2–3      | 2–1        | 0–1        |
| Valencia             | 3–2     | 2–0             | 3–1             | 2–2       | 3–2   | 4–2       | 2–1      | 4–1    | 1–1    | 3–0      | 4–0      | 1–0     | 2–4    | 3–0         | 1–1        | 3–1     | 2–3               |          | 1–2        | 3–3        |
| Valladolid           | 2–0     | 2–1             | 2–1             | 0–1       | 1–3   | 3–0       | 1–1      | 1–0    | 1–3    | 3–0      | 0–0      | 0–0     | 0–1    | 1–0         | 1–1        | 3–2     | 1–2               | 0–1      |            | 0–0        |
| Villareal            | 2–1     | 2–0             | 4–4             | 1–2       | 2–1   | 1–0       | 1–0      | 3–3    | 0–2    | 2–0      | 2–1      | 1–1     | 2–0    | 3–2         | 2–1        | 0–2     | 2–1               | 3–1      | 0–3        |            |

Sursa: LFP es
1Echipa gazdă este listată în coloana din stânga.
Culori: Albastru = gazda e câștigătoare; Galben = egal; Roșu = oaspeții sunt câștigători.
Pentru meciurile următoare, un a indică existența unui articol despre meci.

## Trofeul Pichichi
Trofeul Pichichi i se acordă jucătorului cu cele mai multe goluri în campionat.
| Poziție         | Jucător          | Club            | Goluri |
| --------------- | ---------------- | --------------- | ------ |
| 1               | Diego Forlán     | Atlético Madrid | 32     |
| 2               | Samuel Eto'o     | Barcelona       | 30     |
| 3               | David Villa      | Valencia        | 28     |
| 4               | Lionel Messi     | Barcelona       | 23     |
| 5               | Gonzalo Higuaín  | Real Madrid     | 22     |
| 6               | Álvaro Negredo   | Almería         | 19     |
| 6               | Thierry Henry    | Barcelona       | 19     |
| 8               | Frédéric Kanouté | Sevilla         | 18     |
| 8               | Raúl González    | Real Madrid     | 18     |
| 10              | Sergio Agüero    | Atlético Madrid | 17     |
| 11              | Joseba Llorente  | Villarreal      | 15     |
| 12              | 3 jucători       | 3 jucători      | 13     |
| 15              | 3 jucători       | 3 jucători      | 12     |
| 18              | 4 jucători       | 4 jucători      | 11     |
| 22              | 3 jucători       | 3 jucători      | 10     |
| 25              | 5 jucători       | 5 jucători      | 9      |
| 30              | 9 jucători       | 9 jucători      | 8      |
| 39              | 8 jucători       | 8 jucători      | 7      |
| 47              | 11 jucători      | 11 jucători     | 6      |
| 58              | 23 jucători      | 23 jucători     | 5      |
| 81              | 17 jucători      | 17 jucători     | 4      |
| 98              | 29 jucători      | 29 jucători     | 3      |
| 127             | 42 jucători      | 42 jucători     | 2      |
| 169             | 96 jucători      | 96 jucători     | 1      |
| Auto-goluri     | Auto-goluri      | Auto-goluri     | 22     |
| Goluri în total | Goluri în total  | Goluri în total | 1101   |
| Jocuri în total | Jocuri în total  | Jocuri în total | 380    |
| Media pe meci   | Media pe meci    | Media pe meci   | 2.9    |

Sursă: Yahoo! Sport

## Trofeul Zamora
| Portar           | Goluri | Meciuri | Medie | Echipă           |
| ---------------- | ------ | ------- | ----- | ---------------- |
| Víctor Valdés    | 31     | 35      | 0.89  | Barcelona        |
| Andrés Palop     | 35     | 35      | 1     | Sevilla          |
| Daniel Aranzubía | 45     | 37      | 1.22  | Deportivo        |
| Toño Martínez    | 41     | 33      | 1.24  | Racing Santander |
| Carlos Kameni    | 47     | 37      | 1.27  | Espanyol         |
| Iker Casillas    | 52     | 38      | 1.37  | Real Madrid      |
| Diego López      | 54     | 38      | 1.42  | Villarreal       |
| Asier Riesgo     | 57     | 38      | 1.5   | Recreativo       |
| Leo Franco       | 48     | 32      | 1.5   | Atlético Madrid  |
| Gorka Iraizoz    | 60     | 36      | 1.67  | Athletic Bilbao  |

Sursă: LFP Arhivat în 10 iunie 2008, la Wayback Machine.

## Statistici

### Scoring
- Primul golgheter: Luis García pentru Espanyol împotriva lui Valladolid, în minutul 48 (30 august 2008)[22]
- Cel mai rapid gol: 20 secunde
  - Mate Bilić pentru Sporting de Gijón împotriva lui Villarreal (21 februarie 2009) [23]
  - Jonathan Pereira pentru Racing Santander împotriva Deportivo (8 martie 2009) [24]
- Golul cel mai târziu marcat: 90+6 minutes
  - Gonzalo Higuaín pentru Real Madrid împotriva lui Atlético Madrid (18 octombrie 2008)[25]
  - Nenê pentru Espanyol împotriva lui Valencia (3 May 2009)[26]
- Victoriile cu cele mai mari diferențe de goluri: 6 goluri
  - Real Madrid 7–1 Sporting de Gijón (24 septembrie 2008)[27]
  - Barcelona 6–0 Valladolid (8 noiembrie 2008)[28]
  - Barcelona 6–0 Málaga (22 March 2009)[29]
- Cele mai multe goluri într-un meci: 8 goluri
  - Real Madrid 7–1 Sporting de Gijón (24 septembrie 2008)[27]
  - Villarreal 4–4 Atlético Madrid (26 October 2008)[30]
  - Deportivo 5–3 Racing Santander (8 March 2009) [24]
  - Real Madrid 2–6 Barcelona (2 May 2009)[31]
- Cele mai multe goluri într-un meci egal: 8 goluri – Villarreal 4–4 Atlético Madrid (26 octombrie 2008)[30]
- Cele mai multe goluri într-o repriză: 7 goluri – Real Madrid 6–1 Betis (21 February 2009)[32]
- Cele mai multe goluri marcate într-un meci: 7 goluri – Real Madrid 7–1 Sporting de Gijón (24 septembrie 2008)[27]
- Cele mai multe goluri într-o repriză marcate de o singură echipă: 6 goluri – Real Madrid 6–1 Betis (21 February 2009)[32]
- Most goals scored by losing team: 3 goluri
  - Sevilla 4–3 Sporting de Gijón (13 septembrie 2008)[33]
  - Real Madrid 4–3 Numancia (14 septembrie 2008)[34]
  - Real Madrid 4–3 Málaga (8 noiembrie 2008)[35]
  - Espanyol 3–4 Numancia (16 noiembrie 2008)[36]
  - Real Madrid 3–4 Sevilla (7 decembrie 2008)[37]
  - Numancia 4–3 Valladolid (21 decembrie 2008)[38]
  - Atlético Madrid 4–3 Barcelona (1 March 2009)[39]
  - Deportivo 5–3 Racing Santander (8 March 2009) [24]
- First own goal of the season: Domingo Cisma González (Numancia) pentru Real Madrid (14 septembrie 2008)[34]
- Primul hat-trick: Mate Bilić pentru Sporting de Gijón împotriva lui Sevilla (13 septembrie 2008)[33]
- Cel mai rapid hat-trick al sezonului: 14 minute (87 since the start of the match) – Diego Forlán  73', 77', 87' pentru Atlético Madrid împotriva lui Athletic Bilbao (23 May 2009)[40]
- Cele mai multe goluri marcate de un jucător într-un meci: 4 goluri
  - Samuel Eto'o pentru Barcelona împotriva lui Valladolid (8 noiembrie 2008)[28]
  - Gonzalo Higuaín pentru Real Madrid împotriva lui Málaga (8 noiembrie 2008)[35]

### Prezențe
- Cele mai multe prezențe — Xavi (Barcelona) (20)

### Disciplină
- Primul cartonaș galben al sezonului: Grégory Béranger pentru Espanyol împotriva lui Valladolid, minutul 39 (30 august 2008)[22]
- Primul cartonaș roșu al sezonului: Diego Godín pentru Villarreal împotriva lui Osasuna, minutul 68 (31 august 2008)[41]

### Statistici generale
- Cele mai multe victorii - Barcelona (27)
- Cele mai puține - Recreativo (8)
- Cele mai multe înfrângeri - Sporting de Gijón and Numancia (23)
- Cele mai puține înfrângeri - Barcelona (5)
- Cele mai multe goluri marcate - Barcelona (105)
- Cele mai puține goluri marcate - Recreativo (34)
- Cele mai multe goluri primite - Sporting de Gijón (79)
- Cele mai puține goluri primite - Barcelona (35)

### Acasă
- Cele mai multe victorii - Barcelona and Real Madrid (14)
- Cele mai puține - Betis and Recreativo (4)
- Cele mai multe înfrîngeri - Recreativo (11)
- Cele mai puține înfrângeri - Barcelona (2)
- Cele mai multe goluri marcate - Barcelona (58)
- Cele mai puține goluri marcate - Recreativo (17)
- Cele mai multe - Sporting de Gijón (37)
- Cele mai puține goluri primite - Barcelona (14)

### Deplasare
- Cele mai multe victorii - Barcelona (13)
- Cele mai puține victorii - Numancia (1)
- Cele mai multe înfrângeri - Numancia (16)
- Cele mai puține înfrângeri - Barcelona (3)
- Cele mai multe goluri marcate - Barcelona (44)
- Cele mai puține goluri marcate - Numancia (15)
- Cele mai multe goluri primite - Numancia (47)
- Cele mai puține goluri primite - Sevilla (19)

### Clean sheets
- Most clean sheets - Sevilla (19)
- Fewest clean sheets - Sporting de Gijón și Recreativo (5)